# Herrings Green
Herrings Green – osada w Anglii, w hrabstwie ceremonialnym Bedfordshire, w dystrykcie (unitary authority) Bedford. Leży 6 km na południowy wschód od centrum miasta Bedford i 68 km na północ od centrum Londynu.